# David Stegmann

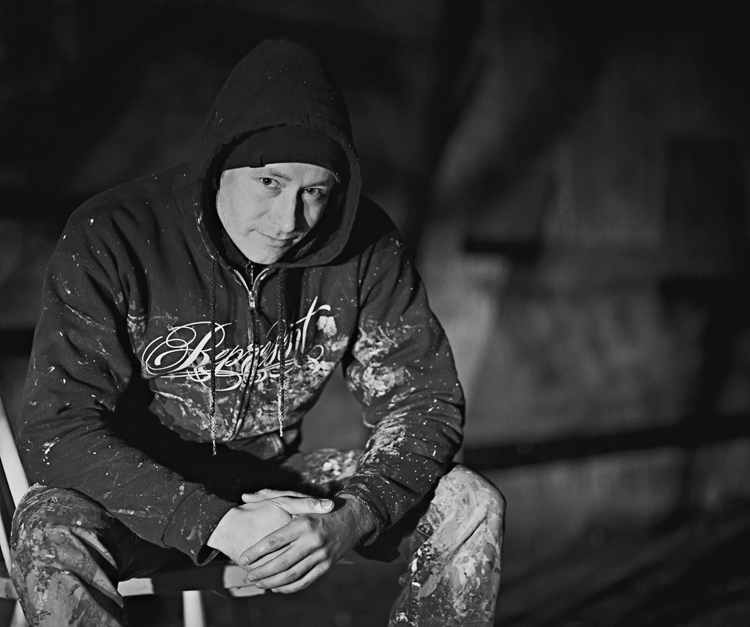
David Stegmann

David Stegmann, alias dust, (* 29. Mai 1982 in Freiburg im Breisgau) ist ein deutsch-schweizerischer freier Künstler und Designer. Ursprünglich aus der Street-Art kommend, wird er der Urban Art zugerechnet. Er malt Murals, Bilder und entwirft Designer Toys. Seine Arbeiten werden in zahlreichen Galerien weltweit ausgestellt.

## Biographie
David Stegmann wurde in Freiburg im Breisgau als Sohn eines Malers und Bildhauers geboren. Nach Abschluss seines Studiums in Grafikdesign im Jahr 2005 arbeitete er als Illustrator im Bereich Spiel- und Lernsoftware-Entwicklung. Daneben war er seit 2000 unter dem Namen „dust“ als Street-Art-Künstler tätig. Seit 2006 arbeitet er als freier Künstler und Designer mit Schwergewicht auf Malerei und stellt in Galerien sowohl in Europa wie in den USA aus.
Stegmann begann, unterstützt von seinem Vater, bereits als Kind zu malen. Zu den Künstlern, die ihn beeinflusst haben, zählt er Hieronymus Bosch, HR Giger, René Magritte, Moebius, aber auch Caspar David Friedrich und den Jugendstil.
Stegmann wohnt in Staufen im Breisgau.

## Werk

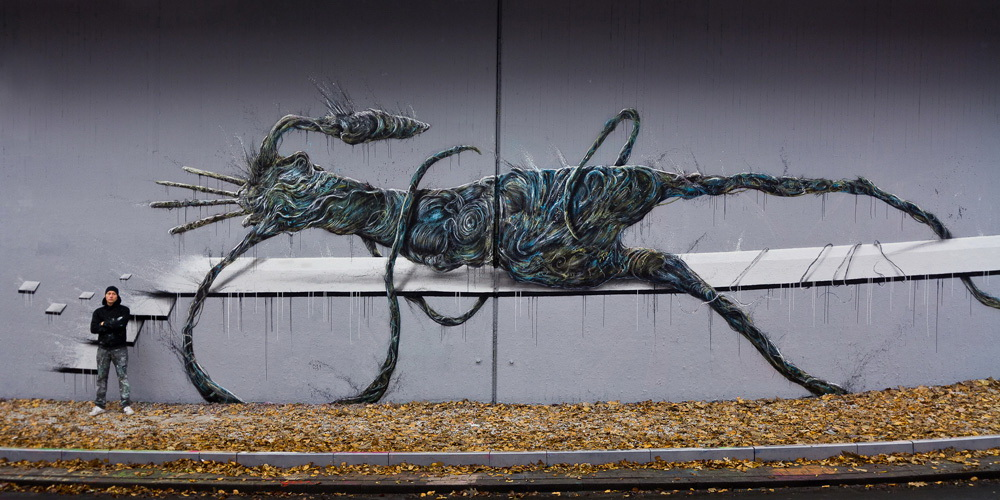
Mural - Körperwesen @ Ruhr-Universität, Bochum 2012

Stegmann malt Murals im öffentlichen Raum, malt auf Leinwand, Holz oder Karton und gestaltet Designer Toys. Er verwendet verschiedene Materialien: neben Acryl, Acryllacken und Tusche und beim Modellieren besonders sogenannten Green Stuff, ein Zweikomponenten-Kitt, auch Ton, Plastik und Metall.
Seine Murals und Bilder in plakativer Form- und Farbgestaltung enthalten sowohl Elemente des Surrealismus als auch der zeitgenössischen Abstraktion; Konkretes und Phantastisches fließt in ihnen zusammen.
Seine Designer Toys sind limitierte und aufwendig von ihm selbst produzierte Editionen, die handbemalte Unikate darstellen. Die erste von ihm produzierte Designer Toy Kollektion, die RAS (Radical Action Suit's) wurde im Jahre 2006 präsentiert und bildete den Auftakt für weitere thematische Figureneditionen wie die Schergen, Ras2010, AlterEGO, Dark Maya oder dust: The Teddies – Angst vorm Sterben?
Als roten Faden seiner Malerei bezeichnet Stegmann „die Rückbesinnung auf den Ursprung und die Natur“, auf die „Symbiose, die der Mensch verlassen hat“. Mit vielen seiner Bilder will er auf die von Menschen angerichteten Zerstörungen der Natur aufmerksam machen.
Seine Bilder und Murals, die er als „Mikro-Makro-Kosmos-Spiele mit Ein- und Mehrzellern“ bezeichnet, sollen den „Zustand nach der Apokalypse oder dem erneuten Urknall“ abbilden, bei dem neues Leben entsteht. In seiner Vision des Lebens als Einklang von Mensch und Natur werden die Menschen als stark abstrahierte Wesen gezeigt, die - auf ihren Ursprung zurückgeführt - wie die Tiere ihrer Identität in der Konsumgesellschaft beraubt werden. Stegmann entführt den Betrachter in seinen Arbeiten in fantastische Sphären und in eine Welt im Umbruch. Mit wilden, marmorierten Farbspielen, verwobenen Texturen und Strukturen, die teils wie Unterwasserwelten, Pflanzen oder Explosionen anmuten, zeichnet er wild miteinander ringende „Körperwesen“, Fabelwesen, die ihre Tentakeln amöbenartig kreisen lassen, während dazwischen dicke „Wabenmenschen“ schweben, die wie stumme Wächter die Szenerie beobachten.
Stegmann hat auch diverse Platten-Cover gestaltet, u. a. für das österreichische Hip-Hop Kollektiv Waxolutionists, für die er die Covers für das Album „We paint Colors“ (2009) und die Singles „Dance With Me“ (2009), „Flashlight“ (2008)  und „Feet don’t Fail Me“ (2008) entwarf.
Daneben ist er an Projekten in Kooperation mit verschiedenen Unternehmen beteiligt; so konnte er beispielsweise für das Eastpak Artist Studio des amerikanischen Unternehmens Eastpak einen Rucksack gestalten.
Stegmanns Arbeiten werden in zahlreichen Galerien weltweit gezeigt, sowohl in Einzel- als auch in Gruppenausstellungen. Dazu gehören Ausstellungen bei der Art Basel Miami Beach (Miami Beach) in den Jahren 2009 und 2011, im MuseumsQuartier (Wien), der kunsthalle messmer (Riegel) und dem Kunstverein Freiburg (Freiburg).